# Bruno Bianchi (żeglarz)
Bruno Giuseppe Bianchi (ur. 2 maja 1904 w Genui, zm. 22 sierpnia 1988 tamże) – włoski żeglarz sportowy, medalista olimpijski.
Podczas letnich igrzysk olimpijskich w Berlinie (1936) zdobył, wspólnie z Giovannim Reggio, Luigi De Manincorem, Domenico Mordinim, Enrico Poggim i Luigi Poggim, złoty medal w żeglarskiej klasie 8 metrów. Po raz drugi na letnich igrzyskach olimpijskich wystąpił w Londynie (1948), zajmując 5. miejsce w klasie Dragon.
Po zakończeniu sportowej kariery pełnił obowiązki sekretarza Włoskiej Federacji Żeglarskiej (1957–1961). Za zasługi został odznaczony Złotym Medalem przez Włoski Narodowy Komitet Olimpijski.